# Fondazione fotografia Modena

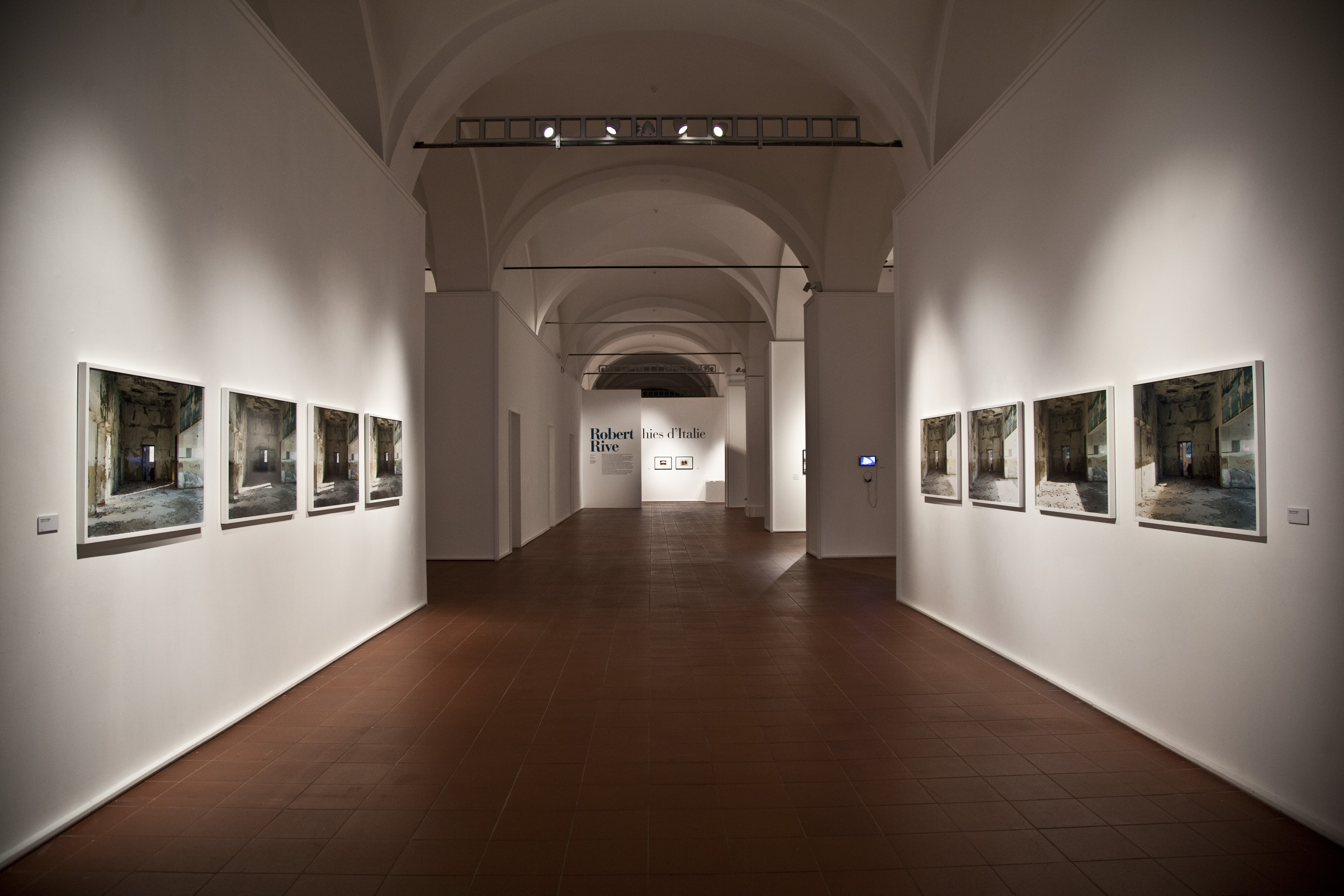
Particolare dell'allestimento della mostra 'Lying in Between. Hellas 2016' (settembre 2016 - gennaio 2017)

Fondazione fotografia Modena è un centro di ricerca sull'immagine nato nel 2007 per iniziativa della Fondazione Cassa di risparmio di Modena su iniziativa del presidente Andrea Landi e affidato alla direzione di Filippo Maggia fino a luglio 2017, allo scopo di affiancare la costituzione di nuove collezioni di fotografia contemporanea italiana e internazionale. È attualmente presieduto da Paolo Cavicchioli e, dal giugno 2017, diretto da Diana Baldon.
In qualità di società strumentale della Fondazione Cassa di risparmio di Modena e di partecipata del Comune di Modena, Fondazione Fotografia Modena promuove cultura attraverso l'organizzazione di mostre e le attività di formazione, sviluppata essenzialmente attraverso i workshop e i corsi del master di alta formazione sull'immagine contemporanea.

## Le sedi
L'attività di Fondazione Fotografia Modena si svolge in due sedi distinte. Punto di riferimento per la didattica è la scuola di via Pietro Giardini 160, dove si tengono i corsi del master sull'immagine contemporanea, il corso curatori e gli workshop per fotografi. L'attività espositiva si svolge temporaneamente presso il Foro Boario di Modena, in attesa che sia completato il progetto di riqualificazione dell'ex ospedale Sant'Agostino, situato nel centro storico di Modena, sorto nel 1753 per volontà del Duca Francesco III d'Este. .
La Fondazione Cassa di Risparmio di Modena ha acquisito il complesso con l'intento di riqualificarlo, condividendo la progettazione con il Comune di Modena.  Secondo il progetto architettonico firmato da Gae Aulenti, al suo interno troveranno sede nell’ex ospedale la fondazione Modena Arti Visive, che riunirà l’attività di Fondazione Fotografia, Galleria Civica e Museo della Figurina; un nuovo Centro multimediale della Figurina collegato al Museo; una Bottega multimediale delle idee e della creatività con spazi tecnologicamente avanzati per attività legate alla ricerca, alle imprese e alle arti. L’inizio dei lavori è previsto nel 2017.

## Le collezioni di fotografia contemporanea
Le collezioni di fotografia contemporanea, italiana e internazionale, della Fondazione Cassa di Risparmio di Modena comprendono oltre 1.200 opere in grado di documentare gli esiti della ricerca artistica condotta in questi ultimi anni nel campo dell'immagine. Le due raccolte hanno preso forma attraverso acquisizioni che riguardano autori affermati come emergenti. Ne fanno parte opere fotografiche, video e film d'artista, oltre a diverse installazioni.
La collezione internazionale, suddivisa per aree geografiche, include attualmente circa 700 opere e ha preso in esame sinora sei zone: Estremo Oriente, Europa dell'Est, Europa occidentale, Africa e Medio Oriente, India, Sud America e Stati Uniti.
Tra gli artisti presenti: Nobuyoshi Araki, Daido Moriyama, Hiroshi Sugimoto, Ai Weiwei, Yang Fudong, David Goldblatt, Jùlius Koller, Kimsooja, Ansel Adams, Robert Adams, Minor White, Edward Weston, Lee Friedlander, Diane Arbus, Artur Żmijewski, Yto Barrada, Yael Bartana, Adrian Paci, Milica Tomić, Dayanita Singh, Mauro Restiffe.
La selezione italiana, composta da circa 600 opere, comprende, fra gli altri, opere di Gabriele Basilico, Luigi Ghirri, Olivo Barbieri, Guido Guidi, Walter Niedermayr, Franco Fontana, Mimmo Jodice e Franco Vaccari.
Accanto alle raccolte è a disposizione del pubblico una videoteca, in continuo aggiornamento, con oltre 100 interviste agli artisti presenti in collezione, oltre a documenti video di approfondimento con curatori e professionisti nel settore fotografico.

## Gli archivi di fotografia storica
La collezione storica della Fondazione Cassa di Risparmio di Modena è rappresentata da cinque fondi fotografici che datano dal 1863 agli anni Cinquanta per un totale di oltre 114.000 immagini realizzate da autori modenesi, oltre a un importante archivio di circa 10.000 negativi sulla Biennale di Venezia. L'attività di deposito e valorizzazione della fotografia storica che Fondazione Fotografia Modena ha ereditato dal Fotomuseo Panini (attivo in questi ambiti dal 1997 al 2012), le consente oggi di contare su un patrimonio di oltre 1.500.000 fotografie che documentano l'attività fotografica del territorio modenese dalla fine dell'Ottocento agli anni Ottanta. A queste collezioni locali si sono aggiunte altre collezioni storiche italiane, tra cui quella del fotografo prussiano Robert Rive, attivo in Italia a metà Ottocento.

## La rete di collaborazioni italiane e internazionali
Tra i soggetti con i quali sono state realizzati scambi e iniziative si citano il Festival Meditaeuropa di Ravenna, l'Istituto Nazionale della Grafica di Roma, l'Auditorium Parco della Musica di Roma, Radio 3 Rai, la Fondazione Bevilacqua La Masa di Venezia, la Fondazione Sandretto Re Rebaudengo di Torino, il Museo del Cinema di Torino, il National Museum of Modern Art di Kyoto, il Centre for Creative Photography di Tucson, Stills-Scotland’s Centre for Photography di Edimburgo, il Centro de Imagen di Lima, il centro culturale francese La Filature di Mulhouse, l'International Center of Photography di New York.